# K. Tempest Bradford
K. Tempest Bradford (Cincinnati, Ohio, 19 d'abril de 1978) es una escriptora de ciència-ficció i literatura de fantasia, editora i activista negra estatunidenca. Entre el 2007 i el 2009 fou editora del Fantasy Magazine. Ha editat llibres de ficció per les editorials Peridot Books, The Fortean Bureau i Sybil's Garage.
Bradford és una activista a favor de la igualtat racial i de gènere tant dins com fora de la comunitat de ficció de la ciència. El 2005 va fundar el blog the Angry Black Woman i les seves contribucions en el mateix han aparegut en Feminist SF: The Blog, ColorLines, NPR's News & Notes i en llibres de textos d'estudis afroamericans.
Bradford es va graduar en la Gallatin School of Individualized Study de la Universitat de Nova York i també fou alumna de la Clarion West Writers Workshop i d'Online Writing Workshop. Bradford Ha estat jurat del premi James Triptre Jr i vicepresidenta de la Societat Carl Brandon.

## Obres

### Ficció
- "The Copper Scarab" in Clockwork Cairo, ed. Matthew Bright, 2017 and Sunspot Jungle: The Ever Expanding Universe of Fantasy and Science Fiction, ed. Bill Campbell, 2019.[5]
- "Until Forgiveness Comes" in Strange Horizons, 2008 and In the Shadow of the Towers: Speculative Fiction in a Post-9/11 World, ed. Douglas Lain, 2015[6]
- "Uncertainty Principle" in Diverse Energies, 2012.
- "Black Feather" in Interfictions, 2007;[7] PodCastle, 2010, and Happily Ever After, ed. John Klima, 2011.[8]
- "Elan Vital" in Sybil's Garage No. 6, 2009 and EscapePod episode 269, 2010.[9]
- "Enmity" in Electric Velocipede issue 17/18, 2009.[10]
- "Different Day" in Federations, 2009.
- "The Seventh Reflection" in Thou Shalt Not... a horror and dark fantasy anthology, 2006.
- "Change of Life" in Farthing, 2006; PodCastle, 2009.[11]
- "Hard Rain" in Farthing, 2006.
- "Why I Don't Drink Anymore" (as Finley Larkin) in Abyss & Apex, 2003.
- "Elf Aware" (as Finley Larkin) in Cafe Irreal, 2002; PodCastle, 2009.[12]
- "What We Make Of It" in Peridot Books, 2000.

### No-ficció
- "Androids and Allegory", Mother of Invention anthology supplementary essay, Twelfth Planet Press, 2018.
- "Representation Matters: A Literary Call To Arms", LitReactor Magazine, 2017.
- "Cultural Appropriation Is, In Fact, Indefensible", NPR Code Switch blog, 2017.
- io9 Newsstand, a weekly column at io9, 2014 - 2015.
- "An ‘Unexpected' Treat For Octavia E. Butler Fans", NPR Book Review, 2014.
- "Invisible Bisexuality in Torchwood", Apex Magazine, 2014.
- "Women Are Destroying Science Fiction! (That’s OK; They Created It)", NPR Books, 2014.
- "What Will Be The Next Game Of Thrones? We’ve Got Some Ideas", NPR Books, 2014.
- "Why Abraham Lincoln: Vampire Hunter is The Ultimate White Guilt Fantasy", io9, 2012.
- "The Women We Don't See: Season Thirteen", Chicks Unravel Time: Women Journey Through Every Season of Doctor Who. Mad Norwegian Press, 2012.
- "Why Abraham Lincoln: Vampire Hunter is The Ultimate White Guilt Fantasy", io9, 2012.
- "Martha Jones: Fangirl Blues", Chicks Dig Time Lords. Mad Norwegian Press, 2010.
- "Why 'Black' and Not 'African American'?", Key Debates: An Introduction To African American Studies. Ed. Henry Louis Gates, Jr. and Jennifer Burton (January 2010)
- Q&A, The WisCon Chronicles, vol. 1. Aqueduct Press, 2007.
- "On the Clarion Workshops", The WisCon Chronicles, vol. 2. Aqueduct Press, 2008.